# 대한민국 제16대 국회 전반기 의장단 선거
제16대 국회 전반기 의장단 선거는 2000년 6월 5일 실시되었다.
선거 결과 8선의 이만섭 새천년민주당 의원이 국회의장에, 5선의 홍사덕 한나라당 의원과 6선의 김종호 자유민주연합 의원이 국회부의장에 선출되었다.
선거를 앞두고 연립 여당인 새천년민주당과 자유민주연합은 이만섭 의원을, 한나라당은 서청원 의원을 각각 국회의장으로 지지했는데, 특히 새천년민주당과 자유민주연합은 한때 연정이 붕괴되었다가 16대 총선 직후 연정을 복원하기로 한 바 있어 이 선거에서 두 당의 결속력을 확인할 필요가 있었다. 선거 결과 이만섭 의원이 두 당의 소속 의원 수를 합친 것보다 많은 140표를 얻어 승리하면서, DJP 공조는 완벽하게 복원된 것으로 평가 받을 수 있었다.
이로써 이만섭 의장은 1993년부터 1994년까지 1년 간 국회의장을 맡은지 6년만에 다시 의사봉을 잡게 되었는데, 공교롭게도 두 번 모두 직전 의장이 박준규 전 의장이었다. 다만 1993년 국회의장 선거에서 당선될 때의 이만섭 의장은 한나라당의 전신인 민주자유당 소속이었으나, 이 선거에서는 그 반대 정당인 새천년민주당 소속이었다. 또한 1993년 선거에서는 여야 간에 합의가 이루어져 만장일치에 가까운 지지로 당선되었으나, 이 선거에서는 치열한 표 대결을 통해 당선되었다.
이후 이만섭 의장은 2002년 통과된 국회법 개정안에 따라 국회의장 임기 중 당적 보유 금지 조항이 적용된 첫 국회의장이 되었다. 이만섭 의장은 국회의장 선거를 앞두고 당선되면 국회의 중립적인 운영을 위하여 새천년민주당을 탈당하겠다고 공약한 바 있었는데, 이만섭 의장은 전국구 의원의 신분이라 소속 정당을 탈당하면 의원직이 상실되므로 한동안 공약을 지키지 못하고 있었다. 결국 여야 의원들이 국회의장의 당적 보유를 금지하고 전국구 의원일 경우에도 의원직을 잃지 않도록 하는 내용의 국회법 개정안에 합의하여 2002년 2월 28일 본회의에서 가결시키고, 이 개정안이 3월 7일 시행됨에 따라 이만섭 의장은 그 다음 날인 3월 8일 새천년민주당을 탈당, 자신의 공약을 지킬 수 있었다. 국회의장이 중립적인 국회 운영을 위해 당적을 이탈한 것은 1960년 8월 27일 민주당 소속이었던 곽상훈 민의원의장이 당적을 이탈한 이후로 처음 있는 일이었다.

## 선거 제도
국회의 의장 및 부의장은 국회의원들의 무기명 투표로 선출하되 만약 1차 투표 결과 재적 의원의 과반을 득표한 자가 없으면 2차 투표를 실시하고, 2차 투표에서도 과반 득표자가 나오지 않을 시 최고득표자와 차점자에 대하여 3차 결선 투표를 실시하되 이 경우 단순 다수 득표자를 당선자로 하도록 되어있었다.

## 배경
2000년 국회의장 선거는 바로 2년 전 1998년 국회의장 선거의 재판이었다. 공동 여당이던 새천년민주당과 자유민주연합은 안정적인 국정 운영을 위해 여당이 국회의장직을 차지해야 한다고 주장한 반면, 원내 제1당이던 한나라당은 자신들이 의장직을 가져가는 것이 원칙에 맞다고 주장하였다.
당시 총 국회의석 273석 중 한나라당은 133석을 점하고 있었으며, 새천년민주당은 119석, 자유민주연합은 17석을 각각 차지하고 있었다. 따라서 어느 한 쪽도 국회의장 당선 요건인 137표를 확보하지 못하고 있어, 선거 결과는 민주국민당 의원 2명과 김용환 희망의한국신당 의원, 정몽준 무소속 의원 등 4명의 의원들의 표심에 달려있었다.
이만섭 의원과 서청원 의원은 공통적으로 국회의 중립적인 운영을 위하여 국회의장 당선 시 즉각적으로 소속 정당을 탈당하겠다고 공약하는 등 적극적으로 선거에 임했다. 69세의 8선 의원인 이만섭 의원은 경륜을, 58세의 5선 의원인 서청원 의원은 세대 교체를 각각 내세우며 지지를 호소하였다.
국회법에 따르면 국회의장이 선출되기 전에는 출석의원 중 최다선 의원이 임시의장을 맡아 사회를 보도록 되어 있었다. 그러나 16대 국회 최다선 의원이었던 9선의 김종필 의원은 임시의장직을 차다선 의원에게 양보한다고 선언하였다. 따라서 차다선 의원인 8선의 이만섭 의원이 의사봉을 잡아야 했으나, 이만섭 의원은 본인이 후보이면서 선거의 사회를 보긴 민망하다는 이유로 역시 임시의장직을 사양하였다. 당시 7선 의원은 없었으므로 6선 의원 중 최다선 의원인 김영배 의원이 임시의장을 맡게 되었다.

## 후보

### 국회의장 후보

#### 새천년민주당·자유민주연합
새천년민주당은 2000년 5월 31일, 자유민주연합은 6월 1일 각각 의원총회를 열고 8선의 이만섭 새천년민주당 의원을 공동 국회의장 후보로 추대하였다.
당초 새천년민주당의 국회의장 후보로는 이만섭 의원과 김영배 의원이 거론되고 있었으나, 김영배 의원이 의원총회 당일 불출마를 선언함에 따라 새천년민주당은 이만섭 의원을 투표 없이 만장일치로 추대하였다.
새천년민주당은 국회의장직만 차지하고 국회부의장직은 한나라당과 자유민주연합에 양보한다는 방침에 따라 독자 국회부의장 후보를 내지 않았다. 그러나 국회의장 선거에서 한나라당에 패할 경우 당일 바로라도 국회부의장 후보를 낼 것을 고려하는 것으로 알려졌다.

#### 한나라당
한나라당은 2000년 6월 2일 소속 의원 133명 중 131명이 참석한 가운데 의원총회를 개최하고 5선의 서청원 의원을 국회의장 후보로 선출하였다.
| 후보      | 득표수 | %    | 비고 |
| --------- | ------ | ---- | ---- |
| 서청원    | 73     | 55.7 | 당선 |
| 박관용    | 55     | 42.0 |      |
| 기권/무효 | 3      | 2.3  |      |
| 계        | 131    |      |      |

서청원 의원은 경쟁자인 6선의 박관용 의원보다 선수가 낮았으나, 오히려 그런 점에서 국회 쇄신의 적임자로 평가 받아 승리한 것으로 분석되었다.

### 국회부의장

#### 새천년민주당·자유민주연합
자유민주연합은 6월 1일 의원총회를 열고 김종호 자유민주연합 의원을 국회부의장 후보로 추대하였다.

#### 한나라당
6월 2일 한나라당 의원총회에서 실시된 국회부의장 후보 경선에서는 2차 투표까지 가는 접전이 치러진 끝에 홍사덕 의원이 선출되었다.
| 후보   | 1차 투표 | 1차 투표 | 결선 투표 | 결선 투표 | 비고 |
| 후보   | 득표수   | %        | 득표수    | %         | 비고 |
| ------ | -------- | -------- | --------- | --------- | ---- |
| 홍사덕 | 57       | 44.2     | 70        | 54.3      | 당선 |
| 서정화 | 31       | 24.0     | 59        | 45.7      |      |
| 김종하 | 21       | 16.3     | -         | -         |      |
| 정재문 | 20       | 15.5     | -         | -         |      |
| 계     | 129      | 100      | 129       | 100       |      |

## 선거 결과

### 국회의장 선거
비례대표의 이만섭 새천년민주당 의원이 당선되었다.
| 후보   | 소속         | 득표 | %    | 비고 |
| ------ | ------------ | ---- | ---- | ---- |
| 이만섭 | 새천년민주당 | 140  | 51.3 | 당선 |
| 서청원 | 한나라당     | 132  | 48.4 |      |
| 서영훈 | 새천년민주당 | 1    | 0.4  |      |
| 재적   | 재적         | 273  | 100  |      |

### 한나라당 몫 국회부의장 선거
비례대표의 홍사덕 한나라당 의원이 당선되었다.
| 후보   | 소속         | 득표 | %    | 비고 |
| ------ | ------------ | ---- | ---- | ---- |
| 홍사덕 | 한나라당     | 238  | 87.2 | 당선 |
| 김종호 | 자유민주연합 | 6    | 2.2  |      |
| 서청원 | 한나라당     | 3    | 1.1  |      |
| 서정화 | 한나라당     | 2    | 0.7  |      |
| 유재건 | 새천년민주당 | 2    | 0.7  |      |
| 강창희 | 자유민주연합 | 1    | 0.4  |      |
| 김문수 | 한나라당     | 1    | 0.4  |      |
| 김덕룡 | 한나라당     | 1    | 0.4  |      |
| 김태식 | 새천년민주당 | 1    | 0.4  |      |
| 박관용 | 한나라당     | 1    | 0.4  |      |
| 박희태 | 한나라당     | 1    | 0.4  |      |
| 이부영 | 한나라당     | 1    | 0.4  |      |
| 이한구 | 한나라당     | 1    | 0.4  |      |
| 이한동 | 자유민주연합 | 1    | 0.4  |      |
| 조순형 | 새천년민주당 | 1    | 0.4  |      |
| 기권   | 기권         | 6    | 2.2  |      |
| 무효   | 무효         | 4    | 1.5  |      |
| 결석   | 결석         | 2    | 0.7  |      |
| 재적   | 재적         | 273  | 100  |      |

### 자유민주연합 몫 국회부의장 선거
비례대표의 김종호 자유민주연합 의원이 당선되었다.
| 후보   | 소속         | 득표 | %    | 비고 |
| ------ | ------------ | ---- | ---- | ---- |
| 김종호 | 자유민주연합 | 187  | 68.5 | 당선 |
| 김종하 | 한나라당     | 5    | 1.8  |      |
| 김종필 | 자유민주연합 | 5    | 1.8  |      |
| 서정화 | 한나라당     | 5    | 1.8  |      |
| 조순형 | 새천년민주당 | 4    | 1.5  |      |
| 강창희 | 한나라당     | 4    | 1.5  |      |
| 서청원 | 한나라당     | 2    | 0,7  |      |
| 정형근 | 한나라당     | 2    | 0.7  |      |
| 강재섭 | 한나라당     | 2    | 0.7  |      |
| 이인제 | 새천년민주당 | 2    | 0.7  |      |
| 강숙자 | 민주국민당   | 2    | 0.7  |      |
| 권기술 | 한나라당     | 1    | 0.4  |      |
| 김영배 | 새천년민주당 | 1    | 0.4  |      |
| 김호일 | 한나라당     | 1    | 0.4  |      |
| 김홍일 | 새천년민주당 | 1    | 0.4  |      |
| 박헌기 | 한나라당     | 1    | 0.4  |      |
| 박희태 | 한나라당     | 1    | 0.4  |      |
| 송영길 | 새천년민주당 | 1    | 0.4  |      |
| 안동선 | 새천년민주당 | 1    | 0.4  |      |
| 엄호성 | 한나라당     | 1    | 0.4  |      |
| 이한동 | 자유민주연합 | 1    | 0.4  |      |
| 임진출 | 한나라당     | 1    | 0.4  |      |
| 정몽준 | 무소속       | 1    | 0.4  |      |
| 정우택 | 자유민주연합 | 1    | 0.4  |      |
| 함석재 | 자유민주연합 | 1    | 0.4  |      |
| 기권   | 기권         | 14   | 5.1  |      |
| 무효   | 무효         | 23   | 8.4  |      |
| 결석   | 결석         | 2    | 0.7  |      |
| 재적   | 재적         | 273  | 100  |      |